# From the Cradle to Enslave
From the Cradle to Enslave jest to EP grupy Cradle of Filth, znajdują się na nim tylko dwa nowe utwory, pierwszy tytułowy i b-side "Of Dark Blood and Fucking". Pozostałe utwory to remixy.
From the Cradle to Enslave był pierwszym singlem tej grupy z dołączonym teledyskiem. Teledysk wyreżyserowany został przez Alexa Chandon, który nakręcił również Cradle of Fear. W teledysku zawarte są sceny nagości oraz gore, dlatego też wyszedł on w dwóch wersjach oficjalnej ocenzurowanej oraz w wersji bez cenzury. Obie wersje można znaleźć na DVD PanDaemonAeon.

## Lista utworów
Źródło.
1. From the Cradle to Enslave – 6:37
2. Of Dark Blood and Fucking – 6:02
3. Death Comes Ripping (Misfits Cover) – 1:57
4. Sleepless (Anathema Cover) – 4:19
5. Pervert's Church (From the Cradle to Deprave) (Remix of FTCTE only on European release) – 4:58
6. Funeral in Carpathia (Be Quick or Be Dead Version) – 8:08

## Twórcy
Źródło.
| Zespół Cradle of Filth w składzie - Dani Filth - wokal - Robin Eaglestone - gitara basowa - Stuart Anstis - gitara - Gian Pyres - gitara - Les Smith - instrumenty klawiszowe - Nicholas Barker - perkusja (6) - Was Sarginson - perkusja (3-4) - Adrian Erlandsson - perkusja (2) | Dodatkowi muzycy - Sarah Jezebel Deva - wokal Produkcja - RiSe Graphics, Dom Hailstone - oprawa graficzna - Fay Woolven, Paul Loasby - management - Noel Sommerville - mastering - Dan Sprigg (3-4), John Fryer (1-2), Mike Exeter (3-4) - miksowanie - Jamie Troy, Stu Williamson, Alex Chandon - zdjęcia - Dan Sprigg, Mike Exeter - realizacja nagrań (1-4) |